# تجربة أليس

نظام الهدرونات الكبير والمعجلات المساعدة, منها معجلات البروتونات(PS (Proton Synchrotron وSuper Protron Synchrotron) SPS). كما يوجد المعجل الخطي الذي يسمح بتعجيل البروتونات وكذلك تعجيل أنوية ذرات الرصاص Pb لاستخدامها في تجربة أليس ، حيث تبلغ كتلة نواة الرصاص نحو 212 مرة من كتلة البروتون. الشكل يبين موقع المكشاف أليس على دائرة المصادم الكبير.

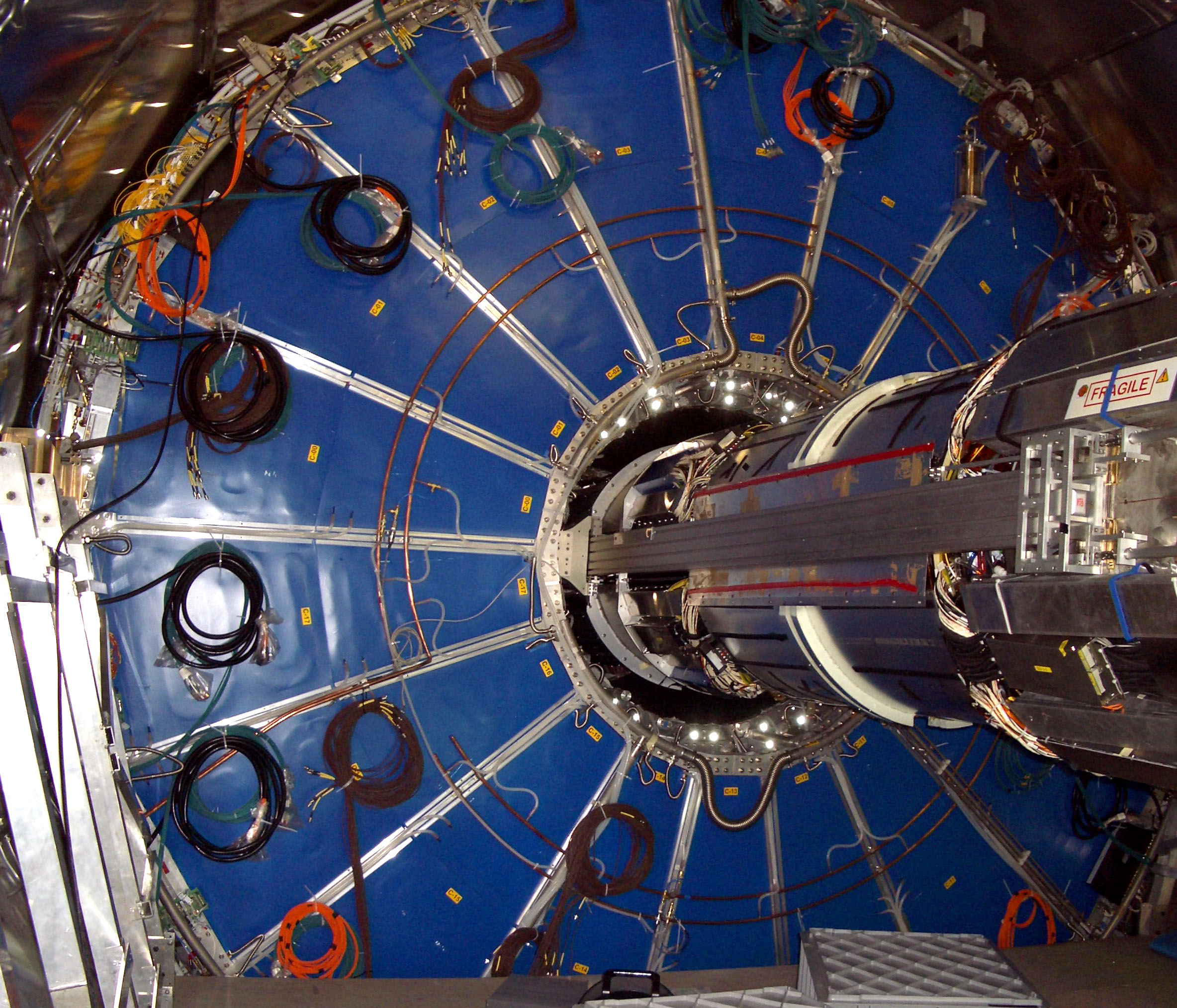
مكشاف تجربة أليس.

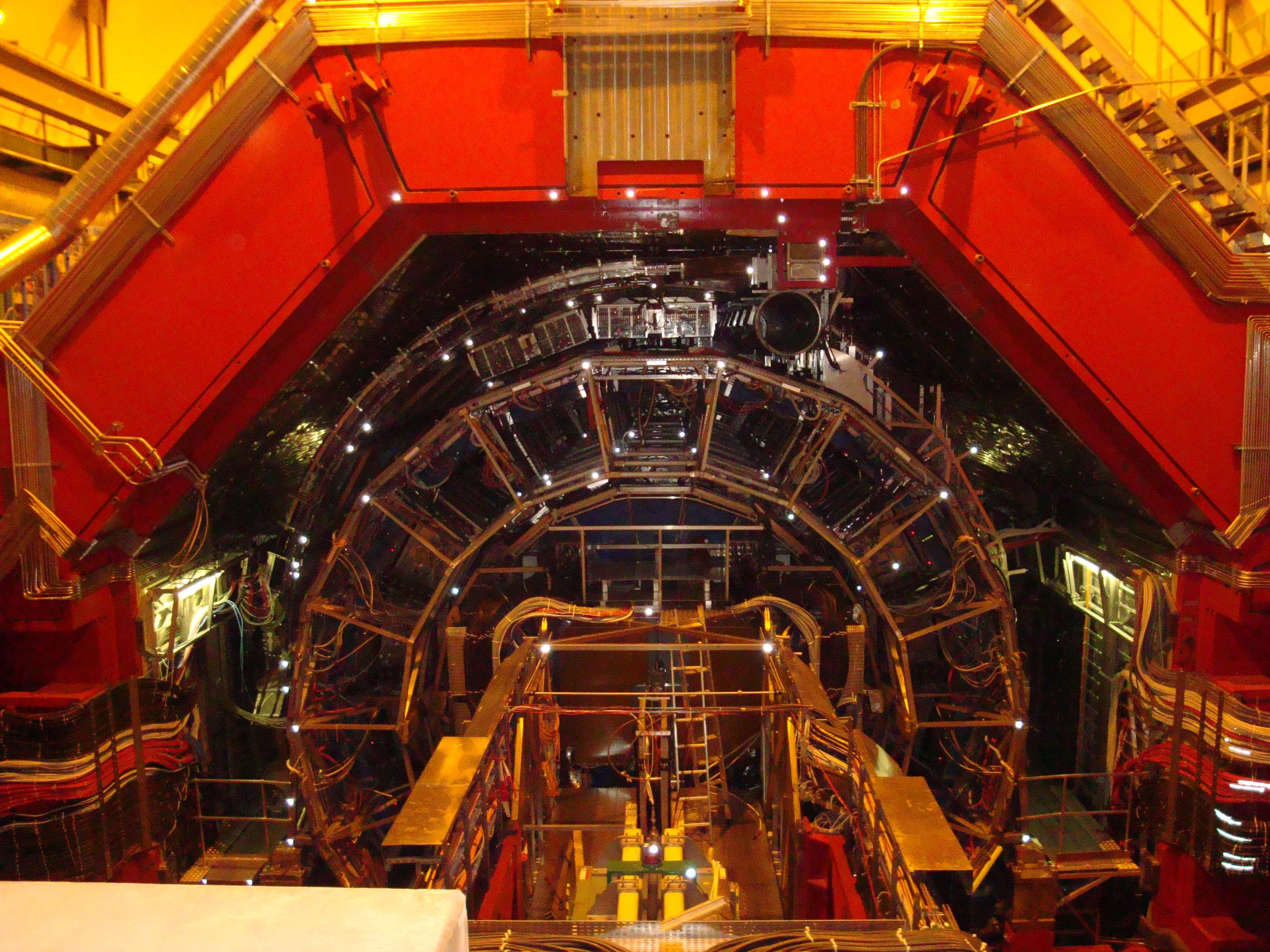
The completed ALICE detector showing the eighteen TRD modules (trapezoidal prisms in a radial arrangement).

تجربة أليس هي اختصار ل تجربة اصطدام الأيونات الكبيرة في فيزياء الجسيمات (بالإنجليزية: (ALICE (A Large Ion Collider Experiment) هي واحدة من 6 تجارب علمية بنيت على مصادم الهدرونات الكبير الموجود في المنظمة الأوروبية للبحث النووي CERN بالقرب من مدينة جينيف على الحدود بين سويسرا وفرنسا.
والخمس تجارب الأخرى التي شيدت على مصادم الهدرونات الكبير هي تجربة أطلس وتجربة لولب مركب للميون وتوتيم ، LHCb و LHCf. وقد جهزت تجربة أليس لدراسة اصطدام الأيونات الثقيلة.
وسوف تدرس تصادم أنوية ذرات الرصاص الثقيلة تحت ظروف طاقة مركز الثقل تبلغ 76و2 تيرا إلكترون فولت لكل نواة.
وستكون الحرارة وكثافة الطاقة الناتجتين عن اصطدام نواتي الرصاص بالكبر بحيث تكفي لتولد كوارك-جلوون-بلازما ، وهي حالة للمادة تنكشف فيها الشحنة اللونية لكل من الكوارك والجلوون.

## النظام الداخلي لقياس المسارات
يتكون النظام الداخلي لقياس مسارات الجسيمات الناتجة من تفاعل أنوية الرصاص من 6 طبقات من عدادات السيليكون. وتحدد الطبقات التي تحيط بنقطة التفاعل مواقع صدور الجسيمات بدقة تبلغ مليمتر وتقيس في نفس الوقت خواص الجسيمات الناشئة. وتستطيع العدادات التعرف على كواركات ثقيلة عن طريق قياس نقاط تحللهم.
وتتكون طبقات العدادات المحيطة بنقطة التفاعل من:
- 2 طبقة من عدادات السيليكون بيكسل ،
- 2 طبقة من عدادات السيليكونية الإزاحية ،
- 2 طبقة من عدادات سيليكونية شريحية.

## غرفة التتبع الزمني
تعتبر غرفة التتبع الزمني لتجربة أليس هي الجهاز الرئيسي في تفقد مسارات الجسيمات الناتجة عن تفاعل أنوية الرصاص. فعندما تخترق جسيمات مشحونة الغاز الموجود بها فإنها تؤين ذرات الغاز عبر مسارها / حيث تفصل إلكترونات التي تنزاح إلى الألواح (أقطاب ذات شحنة موجبة)المقابلة في العداد. ومنها ينشأ سيل من الإلكترونات المتزايد عند اقتراب الإلكترونات من سلك المصعد مما يسبب نبضة كهربية يمكن قراءتها بعد التضخيم. 
أما الأيونات الموجبة الشحنة المتكونة من سيل الإلكترونات فهي تنتج تيارا موجب الشحنة ترتطم بلوح يتلقاها. ويتكون اللوح من 557 568 أصابع تشكل مستوي المهبط في غرف تناسبية متعددة الأسلاك multi-wire proportional chambers ، توجد عند نهاية اللوحات. وهذه تعطي الإحداثيات r و{\displaystyle \phi }. أما المحور z فإنه يتحدد عن طريق تعيين زمن الانزياح.

## زمن الطيران
تُعين الجسيمات المشحونة في مكشاف أليس بواسطة قياس زمن طيران الجسيمات 
حيث تكون الجسيمات الثقيلة بطيئة، أي تستغرق زمنا أطول لكي تصل إلى الطبقات الخارجية للمكشاف. وتستخدم أليس في نظامها لقياس زمن الطيران عدادات تسمى غرف المقاومة متعددة الجيوب Multigap Resistive Plate Chambers. ويوجد من تلك الغرف نحو 160.000 واحدة لها زمن تباين يقدر بنحو 100 بيكوثانية (زمن التفرقة بين نبضتين) ، والغرف موزعة على مساحة كبيرة تبلغ 150 متر مربع. وبمتابعة البيانات التي تعطيها العدادات الأخرى فيمكن التعرف على كل مسار (جسيم) يصطدم بأحد عدادات المسار.

## مطياف الفوتونات
صمم مطياف الفوتونات لقياس درجة حرارة الاصطدام عن طريق قياس الفوتونات الناشئة خلال اصطدام أنوية ذرات الرصاص. وهو مصنوع من بلورات تنجستات الرصاص. فعندما يصطدم فوتون عال الطاقة بـتنجستات الرصاص فتسبب تسخينها إلى حد اصدارها لوميض يمكن قياسه (أنظر عداد وميضي). وتتمير بلورة تنجستات الرصاص بكبر كثافتها
وهي توقف معظم الفوتونات التي تدخلها.

## مطياف الميونات
يقوم مطياف الميونات بقياس أزواج الميونات ، وبصفة خاصة تلك الميونات الناتجة عن تحلل جسيمات ابسيلون , وسوف تبنى غرف لقياس مسارات الميونات من مادة مركبة ، تكون ذات كثافة عالية وتكون في نفس الوقت رقيقة جدا. 
كما ستعمل غرف اللوحة المقاومة resistive plate chambers كأجهزة لتحسس الميونات.